# Seznam dílů seriálu Krajní meze
Toto je seznam dílů seriálu Krajní meze. 
Americko-kanadský sci-fi televizní seriál Krajní meze byl premiérově vysílaný v letech 1995–2002 na stanicích Showtime a Sci-Fi.
V Česku byl vysílán od 4. září 1996 na TV Nova.

## Přehled řad
| Řada | Díly | Premiéra v USA  | Premiéra v USA    | Premiéra v Česku | Premiéra v Česku   |
| Řada | Díly | První díl       | Poslední díl      | První díl        | Poslední díl       |
| ---- | ---- | --------------- | ----------------- | ---------------- | ------------------ |
| 1    | 22   | 26. března 1995 | 20. srpna 1995    | 4. září 1996     | 17. ledna 1997     |
| 2    | 22   | 14. ledna 1996  | 4. srpna 1996     | 24. ledna 1997   | 20. června 1997    |
| 3    | 18   | 19. ledna 1997  | 25. července 1997 | 22. června 2001  | 3. srpna 2001      |
| 4    | 26   | 23. ledna 1998  | 18. prosince 1998 | 8. srpna 2001    | 18. října 2001     |
| 5    | 22   | 22. ledna 1999  | 20. srpna 1999    | 22. dubna 2002   | 22. července 2002  |
| 6    | 22   | 21. ledna 2000  | 3. září 2000      | 10. května 2004  | 9. srpna 2004      |
| 7    | 22   | 16. března 2001 | 18. ledna 2002    | 16. srpna 2004   | 29. listopadu 2004 |

## Seznam dílů

### První řada (1995)
| Č. v seriálu | Č. v řadě | Původní název             | Český název                 | Režie             | Scénář                                                           | Premiéra v USA    | Premiéra v ČR      |
| ------------ | --------- | ------------------------- | --------------------------- | ----------------- | ---------------------------------------------------------------- | ----------------- | ------------------ |
| 1–2          | 12        | The Sandkings             | Králové písku               | Stuart Gillard    | předloha: George R. R. Martin scénář: Melinda Snodgrass          | 26. března 1995   | 4. září 1996       |
| 3            | 3         | Valerie 23                | Valerie 23                  | Timothy Bond      | Jonathan Glassner                                                | 31. března 1995   | 6. září 1996       |
| 4            | 4         | Blood Brothers            | Pokrevní bratři             | Tibor Takacs      | Brad Wright                                                      | 7. dubna 1995     | 13. září 1996      |
| 5            | 5         | The Second Soul           | Druhá duše                  | Paul Lynch        | Alan Brennert                                                    | 14. dubna 1995    | 20. září 1996      |
| 6            | 6         | White Light Fever         | Horečka bílého světla       | Tibor Takacs      | David Kemper                                                     | 21. dubna 1995    | 27. září 1996      |
| 7            | 7         | The Choice                | Volba                       | Mark Sobel        | Ann Lewis Hamilton                                               | 28. dubna 1995    | 4. října 1996      |
| 8            | 8         | Virtual Future            | Virtuální budoucnost        | Joseph L. Scanlan | Shawn Alex Thompson                                              | 5. května 1995    | 11. října 1996     |
| 9            | 9         | Living Hell               | Živé peklo                  | Graeme Campbell   | námět: Pen Densham a Melinda Snodgrass scénář: Melinda Snodgrass | 12. května 1995   | 18. října 1996     |
| 10           | 10        | Corner of the Eye         | Koutkem oka                 | Stuart Gillard    | David Schow                                                      | 19. května 1995   | 25. října 1996     |
| 11           | 11        | Under the Bed             | Pod postelí                 | René Bonnière     | Lawrence Meyers                                                  | 26. května 1995   | 1. listopadu 1996  |
| 12           | 12        | Dark Matters              | Temná místa                 | Paul Lynch        | Alan Brennert                                                    | 2. června 1995    | 8. listopadu 1996  |
| 13           | 13        | The Conversion            | Změna                       | Rebecca De Mornay | předloha: Richard B. Lewis scénář: Brad Wright                   | 9. června 1995    | 15. listopadu 1996 |
| 14           | 14        | Quality of Mercy          | Schopnost slitovat se       | Brad Turner       | Brad Wright                                                      | 16. června 1995   | 22. listopadu 1996 |
| 15           | 15        | The New Breed             | Nový druh                   | Mario Azzopardi   | Grant Rosenberg                                                  | 23. června 1995   | 13. prosince 1996  |
| 16           | 16        | The Voyage Home           | Cesta domů                  | Tibor Takacs      | Grant Rosenberg                                                  | 30. června 1995   | 6. prosince 1996   |
| 17           | 17        | Caught in the Act         | Chyceni při činu            | Mark Sobel        | Robert Forsyth                                                   | 9. července 1995  | 29. listopadu 1996 |
| 18           | 18        | The Message               | Poselství                   | Joseph L. Scanlan | Brad Wright                                                      | 16. července 1995 | 20. prosince 1996  |
| 19           | 19        | I, Robot                  | Já, robot                   | Adam Nimoy        | předloha: Eando Binder scénář: Alison Lea Bingeman               | 23. července 1995 | 27. prosince 1996  |
| 20           | 20        | If These Walls Could Talk | Kdyby ty stěny mohly mluvit | Tibor Takacs      | Manny Coto                                                       | 30. července 1995 | 3. ledna 1997      |
| 21           | 21        | Birthright                | Právo na život              | William Fruet     | Eric Estrin a Michael Berlin                                     | 13. srpna 1995    | 10. ledna 1997     |
| 22           | 22        | The Voice of Reason       | Hlas rozumu                 | Neill Fearnley    | Brad Wright                                                      | 20. srpna 1995    | 17. ledna 1997     |

### Druhá řada (1996)
| Č. v seriálu | Č. v řadě | Původní název       | Český název              | Režie             | Scénář                                                              | Premiéra v USA    | Premiéra v ČR   |
| ------------ | --------- | ------------------- | ------------------------ | ----------------- | ------------------------------------------------------------------- | ----------------- | --------------- |
| 23           | 1         | A Stitch in Time    | Cesta v čase             | Mario Azzopardi   | Steven Barnes                                                       | 14. ledna 1996    | 24. ledna 1997  |
| 24           | 2         | Resurrection        | Vzkříšení člověka        | Mario Azzopardi   | Chris Brancato                                                      | 14. ledna 1996    | 7. února 1997   |
| 25           | 3         | Unnatural Selection | Nepřirozený výběr        | Joseph L. Scanlan | Eric A. Morris                                                      | 19. ledna 1996    | 11. dubna 1997  |
| 26           | 4         | I Hear You Calling  | Slyším váš hovor         | Mario Azzopardi   | předloha: Katherine Weber scénář: Scott Shepherd                    | 26. ledna 1996    | 21. března 1997 |
| 27           | 5         | Mind over Matter    | Duch nad hmotou          | Brad Turner       | Jonathan Glassner                                                   | 2. února 1996     | 21. února 1997  |
| 28           | 6         | Beyond the Veil     | Za oponou                | Allan Eastman     | Chris Brancato                                                      | 9. února 1996     | 9. května 1997  |
| 29           | 7         | First Anniversary   | První výročí             | Brad Turner       | předloha: Richard Matheson scénář: Jon Cooksey a Ali Marie Matheson | 16. února 1996    | 28. února 1997  |
| 30           | 8         | Straight and Narrow | Řádně a poctivě          | Joseph L. Scanlan | Joel Metzger                                                        | 23. února 1996    | 7. března 1997  |
| 31           | 9         | Trial by Fire       | Zkouška ohněm            | Jonathan Glassner | Brad Wright                                                         | 1. března 1996    | 14. února 1997  |
| 32           | 10        | Worlds Apart        | Jsou vzdáleni celé světy | Brad Turner       | Chris Dickie                                                        | 22. března 1996   | 16. května 1997 |
| 33           | 11        | The Refuge          | Útulek                   | Ken Girotti       | Alan Brennert                                                       | 5. dubna 1996     | 31. ledna 1997  |
| 34           | 12        | Inconstant Moon     | Měnící se Měsíc          | Joseph L. Scanlan | předloha: Larry Niven scénář: Brad Wright                           | 12. dubna 1996    | 25. dubna 1997  |
| 35           | 13        | From Within         | Zevnitř                  | Neill Fearnley    | Jonathan Glassner                                                   | 28. dubna 1996    | 4. dubna 1997   |
| 36           | 14        | The Heist           | Loupež                   | Brad Turner       | Steven Barnes                                                       | 5. května 1996    | 30. května 1997 |
| 37           | 15        | Afterlife           | Život po smrti           | Mario Azzopardi   | John F. Whelpley                                                    | 19. května 1996   | 18. dubna 1997  |
| 38           | 16        | The Deprogrammers   | Deprogramátoři           | Joseph L. Scanlan | James Crocker                                                       | 26. května 1996   | 2. května 1997  |
| 39           | 17        | Paradise            | Ráj                      | Mario Azzopardi   | Jonathan Walker a Chris Dickie                                      | 16. června 1996   | 14. března 1997 |
| 40           | 18        | The Light Brigade   | Lehká brigáda            | Michael Keusch    | Brad Wright                                                         | 23. června 1996   | 28. března 1997 |
| 41           | 19        | Falling Star        | Padající hvězda          | Ken Girotti       | Michael Bryant                                                      | 30. června 1996   | 23. května 1997 |
| 42           | 20        | Out of Body         | Mimo tělo                | Mario Azzopardi   | James Crocker                                                       | 14. července 1996 | 6. června 1997  |
| 43           | 21        | Vanishing Act       | Mizení                   | Jonathan Glassner | námět: Jonathan Walker scénář: Chris Dickie                         | 21. července 1996 | 20. června 1997 |
| 44           | 22        | The Sentence        | Ortel                    | Joseph L. Scanlan | Melissa Rosenberg                                                   | 4. srpna 1996     | 13. června 1997 |

### Třetí řada (1997)
| Č. v seriálu | Č. v řadě | Původní název                     | Český název              | Režie              | Scénář                                                         | Premiéra v USA    | Premiéra v ČR     |
| ------------ | --------- | --------------------------------- | ------------------------ | ------------------ | -------------------------------------------------------------- | ----------------- | ----------------- |
| 45           | 1         | Bits of Love                      | Kousek lásky             | Neill Fearnley     | James Crocker                                                  | 19. ledna 1997    | 22. června 2001   |
| 46           | 2         | Second Thoughts                   | Postranní myšlenky       | Mario Azzopardi    | Sam Egan                                                       | 19. ledna 1997    | 27. června 2001   |
| 47           | 3         | Re-generation                     | Znovuzrození             | Brenton Spencer    | Tom J. Astle                                                   | 24. ledna 1997    | 28. června 2001   |
| 48           | 4         | Last Supper                       | Poslední večeře          | Helen Shaver       | Scott Shepherd                                                 | 31. ledna 1997    | 29. června 2001   |
| 49           | 5         | Stream of Consciousness           | Proud vědomí             | Joe Nimziki        | David Shore                                                    | 7. února 1997     | 4. července 2001  |
| 50           | 6         | Dark Rain                         | Tmavý déšť               | Mario Azzopardi    | David Braff                                                    | 14. února 1997    | 5. července 2001  |
| 51           | 7         | The Camp                          | Tábor                    | Jonathan Glassner  | Brad Wright                                                    | 21. února 1997    | 11. července 2001 |
| 52           | 8         | Heart's Desire                    | Touha srdce              | Mario Azzopardi    | Alan Brennert                                                  | 28. února 1997    | 12. července 2001 |
| 53           | 9         | Tempests                          | Bouře                    | Mario Azzopardi    | Hart Hanson                                                    | 7. března 1997    | 13. července 2001 |
| 54           | 10        | The Awakening                     | Probuzení                | George Bloomfield  | James Crocker                                                  | 14. března 1997   | 18. července 2001 |
| 55           | 11        | New Lease                         | Nový život               | Jason Priestley    | Sam Egan                                                       | 21. března 1997   | 19. července 2001 |
| 56           | 12        | Double Helix                      | Evoluce                  | Mario Azzopardi    | Jonathan Glassner                                              | 28. března 1997   | 20. července 2001 |
| 57           | 13        | Dead Man's Switch                 | Tlačítko mrtvého muže    | Jeff Woolnough     | Ben Richardson                                                 | 4. dubna 1997     | 25. července 2001 |
| 58           | 14        | Music of the Spheres              | Hudba z jiné planety     | David Warry-Smith  | Steven Barnes                                                  | 9. května 1997    | 26. července 2001 |
| 59           | 15        | The Revelations of 'Becka Paulson | Zjevení Becky Paulsonové | Steven Weber       | předloha: Stephen King scénář: Brad Wright                     | 6. června 1997    | 27. července 2001 |
| 60           | 16        | Bodies of Evidence                | Těla jako důkaz          | Melvin Van Peebles | námět: Chris Dickie a Ryland Kelley scénář: Chris Dickie       | 20. června 1997   | 1. srpna 2001     |
| 61           | 17        | Feasibility Study                 | Zkouška použitelnosti    | Ken Girotti        | Joseph Stefano                                                 | 11. července 1997 | 2. srpna 2001     |
| 62           | 18        | A Special Edition                 | Zvláštní vydání          | Mario Azzopardi    | námět: Naren Shankar a Jonathan Glassner scénář: Naren Shankar | 25. července 1997 | 3. srpna 2001     |

### Čtvrtá řada (1998)
| Č. v seriálu | Č. v řadě | Původní název         | Český název        | Režie             | Scénář                                                                                           | Premiéra v USA     | Premiéra v ČR  |
| ------------ | --------- | --------------------- | ------------------ | ----------------- | ------------------------------------------------------------------------------------------------ | ------------------ | -------------- |
| 63           | 1         | Criminal Nature       | Zločinecká povaha  | Steve Anker       | koncept: Eric A. Morris scénář: Brad Markowitz                                                   | 23. ledna 1998     | 8. srpna 2001  |
| 64           | 2         | The Hunt              | Lov                | Mario Azzopardi   | Sam Egan                                                                                         | 30. ledna 1998     | 9. srpna 2001  |
| 65           | 3         | Hearts and Minds      | Srdce a mysl       | Brad Turner       | Naren Shankar                                                                                    | 6. února 1998      | 10. srpna 2001 |
| 66           | 4         | In Another Life       | V jiném životě     | Allan Eastman     | námět: Naren Shankar, Brad Wright a Chris Brancato scénář: Naren Shankar                         | 16. února 1998     | 15. srpna 2001 |
| 67           | 5         | In the Zone           | V zóně             | David Warry-Smith | námět: Jon Povill scénář: Naren Shankar                                                          | 20. února 1998     | 16. srpna 2001 |
| 68           | 6         | Relativity Theory     | Teorie relativity  | Ken Girotti       | Carleton Eastlake                                                                                | 27. února 1998     | 17. srpna 2001 |
| 69           | 7         | Josh                  | Josh               | Jorge Montesi     | Chris Ruppenthal                                                                                 | 6. března 1998     | 22. srpna 2001 |
| 70           | 8         | Rite of Passage       | Cesta k poznání    | Jimmy Kaufman     | Chris Dickie                                                                                     | 13. března 1998    | 23. srpna 2001 |
| 71           | 9         | Glyphic               | Řezbářka           | Catherine O'Hara  | Naren Shankar                                                                                    | 20. března 1998    | 24. srpna 2001 |
| 72           | 10        | Identity Crisis       | Krize identity     | Brad Turner       | James Crocker                                                                                    | 27. března 1998    | 29. srpna 2001 |
| 73           | 11        | The Vaccine           | Vakcína            | Neill Fearnley    | koncept: Victoria James scénář: Brad Wright                                                      | 3. dubna 1998      | 30. srpna 2001 |
| 74           | 12        | Fear Itself           | Život ve strachu   | James Head        | Sam Egan                                                                                         | 10. dubna 1998     | 31. srpna 2001 |
| 75           | 13        | The Joining           | Návrat             | Brad Turner       | námět: Sam Egan, Jonathan Glassner a Brad Wright scénář: Sam Egan                                | 17. dubna 1998     | 5. září 2001   |
| 76           | 14        | To Tell the Truth     | Mluvit pravdu      | Neill Fearnley    | Lawrence Meyers                                                                                  | 24. dubna 1998     | 6. září 2001   |
| 77           | 15        | Mary 25               | Mary 25            | James Head        | Jonathan Glassner                                                                                | 29. května 1998    | 12. září 2001  |
| 78           | 16        | Final Exam            | Závěrečná zkouška  | Mario Azzopardi   | Carleton Eastlake                                                                                | 5. června 1998     | 13. září 2001  |
| 79           | 17        | Lithia                | Lithie             | Helen Shaver      | Sam Egan                                                                                         | 3. července 1998   | 19. září 2001  |
| 80           | 18        | Monster               | Stvůra             | Allan Eastman     | Chris Ruppenthal                                                                                 | 10. července 1998  | 20. září 2001  |
| 81           | 19        | Sarcophagus           | Sarkofág           | Jeff Woolnough    | Bill Froehlich                                                                                   | 7. srpna 1998      | 26. září 2001  |
| 82           | 20        | Nightmare             | Zlý sen            | James Head        | předloha: Joseph Stefano námět: Sam Egan a Tracy Tormé scénář: Sam Egan                          | 14. srpna 1998     | 27. září 2001  |
| 83           | 21        | Promised Land         | Zaslíbená země     | Neill Fearnley    | námět: Brad Markowitz a Brad Wright scénář: Brad Markowitz                                       | 21. srpna 1998     | 3. října 2001  |
| 84           | 22        | The Balance of Nature | Přírodní rovnováha | Steve Johnson     | Derek Lowe                                                                                       | 4. září 1998       | 4. října 2001  |
| 85           | 23        | The Origin of Species | Původ druhu        | Brad Turner       | námět: Jonathan Glassner a Naren Shankar scénář: Naren Shankar                                   | 27. listopadu 1998 | 10. října 2001 |
| 86           | 24        | Phobos Rising         | Válka na Phobosu   | Helen Shaver      | Garth Gerald Wilson                                                                              | 4. prosince 1998   | 11. října 2001 |
| 87           | 25        | Black Box             | Černá skříňka      | Steven Weber      | Brad Markowitz                                                                                   | 11. prosince 1998  | 17. října 2001 |
| 88           | 26        | In Our Own Image      | K obrazu svému     | Steve Anker       | námět: Naren Shankar scénář: Naren Shankar, Carleton Eastlake, Chris Ruppenthal a Brad Markowitz | 18. prosince 1998  | 18. října 2001 |

### Pátá řada (1999)
| Č. v seriálu | Č. v řadě | Původní název                  | Český název            | Režie                | Scénář                                                                     | Premiéra v USA    | Premiéra v ČR     |
| ------------ | --------- | ------------------------------ | ---------------------- | -------------------- | -------------------------------------------------------------------------- | ----------------- | ----------------- |
| 89           | 1         | Alien Radio                    | Rádio mimozemšťanů     | Neill Fearnley       | A.L. Katz                                                                  | 22. ledna 1999    | 22. dubna 2002    |
| 90           | 2         | Donor                          | Dárce                  | Jimmy Kaufman        | Sam Egan                                                                   | 29. ledna 1999    | 22. dubna 2002    |
| 91           | 3         | Small Friends                  | Malí přátelé           | Neill Fearnley       | Tom Szollosi                                                               | 5. února 1999     | 29. dubna 2002    |
| 92           | 4         | The Grell                      | Grell                  | Jorge Montesi        | Jeff King                                                                  | 12. února 1999    | 6. května 2002    |
| 93           | 5         | The Other Side                 | Druhá strana           | Jeff Woolnough       | Bruce Lacey                                                                | 19. února 1999    | 6. května 2002    |
| 94           | 6         | Joyride                        | Soukromý let           | James Head           | námět: Dan Wright, David Alexander a Sam Egan scénář: Sam Egan             | 26. února 1999    | 13. května 2002   |
| 95           | 7         | The Human Operators            | Lidská obsluha         | Jeff Woolnough       | předloha: Harlan Ellison a A. E. van Vogt scénář: Naren Shankar            | 12. března 1999   | 13. května 2002   |
| 96           | 8         | Blank Slate                    | Nepopsaný list         | Lou Diamond Phillips | Will Dixon                                                                 | 2. dubna 1999     | 20. května 2002   |
| 97           | 9         | What Will The Neighbors Think? | Co si pomyslí sousedi? | Helen Shaver         | A.L. Katz                                                                  | 23. dubna 1999    | 27. května 2002   |
| 98           | 10        | The Shroud                     | Plátno                 | Stuart Gillard       | námět: Pen Dansham a Scott Peters scénář: Scott Peters                     | 30. dubna 1999    | 27. května 2002   |
| 99           | 11        | Ripper                         | Rozparovač             | Mario Azzopardi      | Chris Ruppenthal                                                           | 7. května 1999    | 3. června 2002    |
| 100          | 12        | Tribunal                       | Tribunál               | Mario Azzopardi      | Sam Egan                                                                   | 14. května 1999   | 10. června 2002   |
| 101          | 13        | Summit                         | Summit                 | James Head           | Scott Peters                                                               | 21. května 1999   | 10. června 2002   |
| 102          | 14        | Descent                        | Sestup                 | Steve Anker          | Erik Saltzgaber                                                            | 25. června 1999   | 17. června 2002   |
| 103          | 15        | The Haven                      | Azyl                   | Jimmy Kaufman        | James Crocker                                                              | 2. července 1999  | 24. června 2002   |
| 104          | 16        | Déjà Vu                        | Déjà Vu                | Brian Giddens        | A.L. Katz a Naren Shankar                                                  | 9. července 1999  | 1. července 2002  |
| 105          | 17        | The Inheritors                 | Dědicové               | Mike Rohl            | předloha: Sam Neuman, Seeleg Lester a Ed Adamson scénář: Sam Egan          | 16. července 1999 | 1. července 2002  |
| 106          | 18        | Essence of Life                | Esence života          | Brad Turner          | námět: Steven Weber a Scott Peters scénář: Scott Peters                    | 23. července 1999 | 8. července 2002  |
| 107          | 19        | Stranded                       | Trosečník              | Steve Anker          | námět: Chris Ruppenthal, Naren Shankar a Tom Szollosi scénář: Tom Szollosi | 30. července 1999 | 8. července 2002  |
| 108          | 20        | Fathers & Sons                 | Otcové a synové        | Michael Robison      | námět: William Mikulak a A.L. Katz scénář: A.L. Katz a Scott Nimerfro      | 6. srpna 1999     | 15. července 2002 |
| 109          | 21        | Starcrossed                    | Pronásledováni osudem  | Helen Shaver         | Chris Ruppenthal                                                           | 13. srpna 1999    | 22. července 2002 |
| 110          | 22        | Better Luck Next Time          | Příště víc štěstí      | Martin Cummins       | Naren Shankar                                                              | 20. srpna 1999    | 22. července 2002 |

### Šestá řada (2000)
| Č. v seriálu | Č. v řadě | Původní název         | Český název                                                | Režie               | Scénář                                                                 | Premiéra v USA    | Premiéra v ČR     |
| ------------ | --------- | --------------------- | ---------------------------------------------------------- | ------------------- | ---------------------------------------------------------------------- | ----------------- | ----------------- |
| 111          | 1         | Judgment Day          | Soudný den                                                 | Brad Turner         | A.L. Katz a Scott Nimerfro                                             | 21. ledna 2000    | 10. května 2004   |
| 112          | 2         | The Gun               | Zbraň                                                      | Jeff Woolnough      | Sam Egan                                                               | 28. ledna 2000    | 10. května 2004   |
| 113          | 3         | Skin Deep             | Na povrchu                                                 | Dan Ireland         | Scott Peters                                                           | 4. února 2000     | 17. května 2004   |
| 114          | 4         | Manifest Destiny      | Osudem určeni                                              | Brad Turner         | námět: Lawrence Meyers scénář: Mark Stern a Geoffrey Hollands          | 11. února 2000    | 17. května 2004   |
| 115          | 5         | Breaking Point        | Kritický bod                                               | Neill Fearnley      | Grant Rosenberg                                                        | 18. února 2000    | 24. května 2004   |
| 116          | 6         | The Beholder          | Pozorovatel                                                | Jeff Woolnough      | Sam Egan                                                               | 25. února 2000    | 31. května 2004   |
| 117          | 7         | Seeds of Destruction  | Semena zkázy                                               | Steve Anker         | Chris Ruppenthal                                                       | 3. března 2000    | 7. června 2004    |
| 118          | 8         | Simon Says            | Simon říká                                                 | Helen Shaver        | Scott Peters                                                           | 10. března 2000   | 7. června 2004    |
| 119          | 9         | Stasis                | Stagnace                                                   | Brian Giddens       | Lawrence Myers                                                         | 14. dubna 2000    | 14. června 2004   |
| 120          | 10        | Down to Earth         | Zpátky na zem                                              | Mike Rohl           | A.L. Katz a Scott Nimerfro                                             | 21. dubna 2000    | 21. června 2004   |
| 121          | 11        | The Inner Child       | Dítě uvnitř                                                | Ken Girotti         | Grant Rosenberg                                                        | 28. dubna 2000    | 28. června 2004   |
| 122          | 12        | Glitch                | Změna                                                      | Mike Rohl           | námět: Mike Burman a Anurag Mehta scénář: Mike Burman a Ron Greenstein | 5. května 2000    | 5. července 2004  |
| 123          | 13        | Decompression         | Dekomprese                                                 | Jorge Montesi       | námět: Brad Wright a James Crocker scénář: James Crocker               | 30. června 2000   | 12. července 2004 |
| 124          | 14        | Abaddon               | Anděl propasti                                             | Steve Anker         | A.L. Katz a Scott Nimerfro                                             | 7. července 2000  | 12. července 2004 |
| 125          | 15        | The Grid              | Síť                                                        | Charles Winkler     | Duncan Kennedy                                                         | 14. července 2000 | 19. července 2004 |
| 126          | 16        | Revival               | Probuzení                                                  | Michael Robison     | námět: Chris Ruppenthal scénář: Mark Stern                             | 21. července 2000 | 19. července 2004 |
| 127          | 17        | Gettysburg            | Gettysburg                                                 | Mario Azzopardi     | Sam Egan                                                               | 28. července 2000 | 26. července 2004 |
| 128          | 18        | Something About Harry | Opatrnosti nezbývá                                         | Brent Karl Clackson | Grant Rosenberg                                                        | 4. srpna 2000     | 26. července 2004 |
| 129          | 19        | Zig Zag               | Syndrom                                                    | James Head          | A.L. Katz a Nora O'Brien                                               | 11. srpna 2000    | 2. srpna 2004     |
| 130          | 20        | Nest                  | Ložisko                                                    | Scott Peters        | Scott Peters                                                           | 18. srpna 2000    | 2. srpna 2004     |
| 131–132      | 2122      | Final Appeal          | Věda před soudem – první částVěda před soudem – druhá část | Jimmy Kaufman       | Sam Egan                                                               | 3. září 2000      | 9. srpna 2004     |

### Sedmá řada (2001–2002)
| Č. v seriálu | Č. v řadě | Původní název         | Český název           | Režie               | Scénář                                                        | Premiéra v USA    | Premiéra v ČR      |
| ------------ | --------- | --------------------- | --------------------- | ------------------- | ------------------------------------------------------------- | ----------------- | ------------------ |
| 133          | 1         | Family Values         | Jako rodina           | Mike Rohl           | James Crocker                                                 | 16. března 2001   | 16. srpna 2004     |
| 134          | 2         | Patient Zero          | Pacient X             | Mario Azzopardi     | John-Michael Maas                                             | 23. března 2001   | 23. srpna 2004     |
| 135          | 3         | A New Life            | Nový život            | Mario Azzopardi     | Mark Stern                                                    | 30. března 2001   | 30. srpna 2004     |
| 136          | 4         | The Surrogate         | Náhradní matka        | Ken Girotti         | A.L. Katz                                                     | 6. dubna 2001     | 30. srpna 2004     |
| 137          | 5         | The Vessel            | Nádoba                | Jimmy Kaufman       | Sam Egan                                                      | 13. dubna 2001    | 5. září 2004       |
| 138          | 6         | Mona Lisa             | Mona Lisa             | Brad Turner         | John Schulian                                                 | 20. dubna 2001    | 13. září 2004      |
| 139          | 7         | Replica               | Replika               | Brad Turner         | Sam Egan                                                      | 27. dubna 2001    | 13. září 2004      |
| 140          | 8         | Think like a Dinosaur | Mysli jako dinosaurus | Jorge Montesi       | předloha: James Patrick Kelly scénář: Mark Stern              | 15. června 2001   | 20. září 2004      |
| 141          | 9         | Alien Shop            | Peněženka             | Peter DeLuise       | námět: Pen Densham scénář: Pen Densham a Nora O'Brien         | 22. června 2001   | 20. září 2004      |
| 142          | 10        | Worlds Within         | Paralelní svět        | Brian Giddens       | Michael Sadowski                                              | 29. června 2001   | 27. září 2004      |
| 143          | 11        | In the Blood          | Srdcem a krví         | Jorge Montesi       | Alan Brennert                                                 | 6. července 2001  | 27. září 2004      |
| 144          | 12        | Flower Child          | Dítě květin           | Brad Turner         | Jeffrey Hirschfield                                           | 21. července 2001 | 4. října 2004      |
| 145          | 13        | Free Spirit           | Volný duch            | Brad Turner         | Danny McBride                                                 | 28. července 2001 | 4. října 2004      |
| 146          | 14        | Mindreacher           | Neuroskop             | Jimmy Kaufman       | Naomi Janzen                                                  | 4. srpna 2001     | 11. října 2004     |
| 147          | 15        | Time to Time          | Čas od času           | James Head          | Sam Egan                                                      | 11. srpna 2001    | 11. října 2004     |
| 148          | 16        | Abduction             | Uneseni               | Mario Azzopardi     | James Crocker                                                 | 18. srpna 2001    | 18. října 2004     |
| 149          | 17        | Rule of Law           | Vláda zákona          | Mike Rohl           | Tracy Tormé a John-Michael Maas                               | 25. srpna 2001    | 25. října 2004     |
| 150          | 18        | Lion's Den            | Oddíl lvů             | Matthew Hastings    | námět: Matthew Hastings a Bart Baker scénář: Matthew Hastings | 8. září 2001      | 1. listopadu 2004  |
| 151          | 19        | The Tipping Point     | Bod zvratu            | Brent Karl Clackson | Paul Mones                                                    | 15. září 2001     | 8. listopadu 2004  |
| 152          | 20        | Dark Child            | Dítě tmy              | Steve Anker         | Michael Sloan                                                 | 4. ledna 2002     | 15. listopadu 2004 |
| 153          | 21        | The Human Factor      | Lidský faktor         | Robert Habros       | Steve Aspis a Grady Hall                                      | 11. ledna 2002    | 22. listopadu 2004 |
| 154          | 22        | Human Trials          | Zkouška oddanosti     | Brad Turner         | námět: Grady Hall a Brian Nohr scénář: Mark Stern             | 18. ledna 2002    | 29. listopadu 2004 |